# Bernardo III di Cabrera
Bernardo III di Cabrera (in catalano Bernat III de Cabrera; terzo decennio del XIV secolo – Tordehumos, ottobre 1368) è stato un nobile spagnolo fu Visconte di Bas, dal 1354 Conte di Osona dal 1356 e Visconte di Cabrera, dal 1364 alla sua morte.

## Origine
Secondo gli Anales de la Corona de Aragon, tomo II, Bernardo era il figlio primogenito dell'ammiraglio della flotta reale della corona d'Aragona, visconte di Cabrera e Bas, Bernardo II di Cabrera e della moglie, Timbora de Fenollet, come confermano ancora gli Anales de la Corona de Aragon, tomo II.
Bernardo II di Cabrera era figlio del visconte di Cabrera, Bernardo I de Cabrera e di Leonora González de Aguilar († 1337), figlia di Gonzalo Yáñez, signore di Aguilar.

## Biografia
Bernardo, nel 1353 e nel 1354, fu al seguito del padre, Bernardo II, nelle sue spedizioni in Sardegna.
Nel 1354 il padre gli cedette la viscontea di Bas.
Nel 1356, il re della Corona d'Aragona, Pietro IV, cedette a Bernardo la contea di Osona; che fu conte di Osona ci viene confermato anche dagli Anales de la Corona de Aragon, tomo II.
Poi, Bernardo prese parete alla guerra dei due Pietri, contro il regno di Castiglia, e, nel 1364, alla difesa di Calatayud, fu fatto prigioniero.
Da parte del re di Castiglia, Pietro I il Crudele, Bernardo ricevette un ottimo trattamento, tanto che si sparse la voce che fosse passato al nemico, tanto da mettere in difficoltà suo padre, che stava trattando la pace.
I nobili aragonesi congiurarono contro suo padre, Bernardo II, e, nello stesso 1364 fu fatto giustiziare per ordine del re, come viene riportato dagli Anales de la Corona de Aragon, tomo II.
Dopo che suo padre era stato giustiziato a Saragozza, per vendicarsi, Bernardo si schierò a fianco dei castigliani e prese parte alla battaglia navale nei pressi di Cartagena, dove le truppe catalane, comandate dal visconte di Cardona, Hugo Folch de Cardona, vennero sconfitte,  peggiorando la situazione dei parenti della famiglia Cabrera rimasti in Catalogna.
Comunque, Pietro I di Castiglia, diffidando di lui, lo fece imprigionare nella Torre dell'Oro a Siviglia.
Bernardo, liberato dai sostenitori di Enrico di Trastamara, fuggì dalla Castiglia; ma, trattenuto a Bayonne dal signore di Pruyana, il re Pietro I il Crudele lo fece impegnare a combattere a suo favore: allora Bernardo entrò in Catalogna e sollevò le viscontee di Cabrera e Bas contro Pietro IV d'Aragona.
In quel periodo, Bernardo lasciò il re di Castiglia, Pietro il Crudele, e si schierò con il fratellastro di quest'ultimo, Enrico di Trastamara, nella guerra civile per la corona di Castiglia, trovando la morte nella battaglia di Tordehumos, nel 1368. 
Dopo la sua morte, nella viscontea di Cabrera gli succedette il figlio, Bernardo, come Bernardo IV, mentre la contea di Osona e la viscontea di Bas furono incamerate nella Corona d'Aragona.

## Matrimonio e discendenza
Bernardo nel 1350, secondo Pierre de Guibours, detto Père Anselme de Sainte-Marie o più brevemente Père Anselme, aveva sposato Margherita di Foix-Castelbon, figlia del Visconte di Castelbon e signore di Moncada, Ruggero Bernardo I di Castelbon e di Costanza de Luna Signora di Segorbe, Paterna, La Puebla de Vallbona, El Alton Mijares, figlia di Artal de Luna e della moglie, Constanza Pérez de Aragón Signora di Segorbe, e sorella di Lopez, conte di Luna, secondo Père Anselme; il matrimonio di Bernardo e Margherita viene confermato anche dagli Anales de la Corona de Aragon, tomo II.
Bernardo da Margherita ebbe quattro figli:
- Bernardo, Visconte di Cabrera[2]
- Ponzio († dopo il 1372)[2]
- Costanza, badessa al monastero di Santa Maria de Valldonzella, a Barcellona
- Giovanna († 1419), sposata a Pietro di Prades, barone di Entenza (1352-1395), come confermano gli Anales de la Corona de Aragon, tomo II[9]